# Karabin Beretta Rx4 Storm
Beretta Rx4 Storm – prototypowy karabin samopowtarzalny.
Beretta Rx4 jest bronią przeznaczoną dla formacji policyjno-ochroniarskich. Może być także wykorzystywany jako broń do strzelań sportowych (np. IPSC).
Rx4 działa na zasadzie odprowadzania gazów prochowych, z krótkim skokiem tłoka gazowego.